# De Witte van Sichem
De Witte Van Sichem is een Vlaamse film uit 1980 onder regie van Robbe De Hert. Het is een nieuwe versie van De Witte uit 1934, de verfilming van de roman De Witte van Ernest Claes.

## Verhaal
1901, het socialisme groeit in de Belgische Kempen. Louis Verheyden, bijgenaamd "Witte" of "Wittekop", gaat naar school maar is niet echt een goede leerling. Hij haalt voortdurend grappen uit, houdt zich niet aan afspraken en zijn kwajongensstreken leveren hem steevast een pak rammel op van zijn norse vader. Zijn vader vindt dan ook dat de maat vol is en de Witte moet in zijn vrije tijd gaan werken bij de tirannieke boer Coene. Bij de Witte valt dat verkeerd, maar er blijft hem weinig keuze. Het arme gezin kan de extra inkomsten gebruiken. Maar ook bij boer Coene staat er geen rem op de kwajongensstreken van de Witte. Tot op een dag, als hij weer eens straf heeft, hij op school in een rommelkamer wordt opgesloten waar hij het werk van Hendrik Conscience ziet staan: de Leeuw van Vlaenderen of de slag der Gulden Sporen doet hem helemaal wegvluchten uit de realiteit en de moeilijke omstandigheden waarin een 12-jarige leeft anno 1900. Uiteindelijk is de Witte het allemaal zo beu dat hij een drastisch plan bedenkt.

## Rolverdeling
| Acteur                     | Personage                       | Opmerkingen       |
| -------------------------- | ------------------------------- | ----------------- |
| Eric Clerckx               | Louis Verheyden / de Witte      |                   |
| Willy Vandermeulen         | vader van de Witte              |                   |
| Blanka Heirman             | moeder van de Witte             |                   |
| Paul S'Jongers             | boer Coene                      |                   |
| Jos Verbist                | Heinke Verheyden                | zijn broer        |
| Ralf Troch                 | Nis Verheyden                   | zijn broer        |
| Magda De Winter            | Liza Coene                      | dochter van Coene |
| Luc Philips                | pastoor Munte                   |                   |
| Martha Dewachter           | Rozalien                        |                   |
| Paul-Emile Van Royen       | Leraar / Fabriekschef           |                   |
| Bert Struys                | Wannes Raps                     |                   |
| Bob Van Der Veken          | Mon                             |                   |
| Jaak Van Assche            | caféklant                       |                   |
| Chris Lomme                | Rosette                         |                   |
| Yves Vetters               | Dries, de schooljongen met bril |                   |
| Gaston Berghmans           | Nand                            |                   |
| Joris Sustronck            | priester                        |                   |
| Leo Martin                 | muzikant                        |                   |
| Chris Cauwenberghs         | koster                          |                   |
| Yvonne Verbeeck            | werkster                        |                   |
| Raymond van het Groenewoud | kaartjesverkoper                |                   |
| Michael Pas                | schooljongen                    |                   |
| Sam Bogaerts               | molenaarshulp                   |                   |
| Luk De Koninck             | de Ruige                        |                   |
| Fred Van Kuyk              | trommelaar                      |                   |
| Marleen Merckx             | vriendin van Liza               |                   |
| Mieke De Groote            | struikelende non                |                   |
| Werther Vander Sarren      | Jan Petrol                      |                   |
| Reinhilde Decleir          | zigeuner                        |                   |
| Wannes Van de Velde        | zanger                          |                   |